# Школа № 18 (Миколаїв)
Загальноосвітня школа I-II ступенів № 18 Миколаївської міської ради Миколаївської області — загальноосвітній заклад у мікрорайоні Ліски Заводського району Миколаєва.
Є експериментальним майданчиком з питань, пов'язаних з екологічною освітою та вихованням Міністерства освіти і науки України.

## Історія
У 1999 році екологічний напрям було обрано як пріоритетний. Школа стала учасником всеукраїнського експерименту, ініційованого Міністерством освіти і науки України. Елементи екологічної освіти впроваджено в програми з усіх предметів.
У 2003 році ділянку, прилеглу до території середньої школи, було викуплено приватними підприємцями. У частині землеволодіння ними був побудований торговий комплекс. Восени 2007 року школа опинилася в центрі скандалу. Власник цього торгового комплексу запропонував свій план розвитку території школи, але коли цей план був відкинутий, він замовив статтю для низки міських ЗМІ, яка жорстко критикує адміністрацію школи. Через кілька днів в інших виданнях було опубліковано спростування.
Беручи участь у проєкті Центру соціальних програм Компанії РУСАЛ «10 класних проєктів» школа виграла грант. 19 вересня 2007 року на території школи було закладено ландшафтний дендропарк. 23 травня 2008 року відбулося його урочисте відкриття. На площі близько 3700 м² відтворено «шматочки» природи Миколаївщини, заходу України, Росії, Білорусі, висаджено рослини, властиві цим місцям.